# 배용균
배용균(1951년 11월 20일 ~ )은 대한민국의 영화 감독이다.

## 생애
대구광역시에서 태어남. 파리대학 대학원 조형예술학 박사. 1992년 ~ 2000년 대구가톨릭대학교 서양화과 부교수. 2000년 ~ 2001년 서강대학교 영상대학원 영상미디어학과 부교수

## 작품

### 연출
- 1989년 영화 달마가 동쪽으로 간 까닭은?
- 1995년 영화 '검으나 땅에 희나 백성' 연출.

## 수상
- 1989년 로카르노 국제 영화제 황금표범상